# ایدو، بخش ویلجاندی
ایدو، بخش ویلجاندی (به لاتین: Aidu, Viljandi County) یک روستا در استونی است که در شهرستان ویلیاندی واقع شده‌است.